# 懿静贵妃
懿静貴妃（?—?），北宋皇帝宋神宗的妃嫔，姓楊氏。

## 生平
开始入光国公趙仲鍼（後神宗）的宅邸，为側室。没有生下子女，生卒年没有記録。也没有留下神宗冊封、贈位的記録。
宋徽宗崇寧四年（1105年）八月，宋徽宗追贈父亲的侧室杨氏为賢妃之位，之後，再追贈貴妃，谥号懿静。